# Georgia Neese Clark
Georgia Neese Clark, född 1898, död 1995, var en amerikansk politiker. Hon var Treasurer of the United States 1949-1953.  Hon var den första kvinnan på denna post, som sedan dess alltid har innehafts av en kvinna.